# Petr Novák (Chemiker)

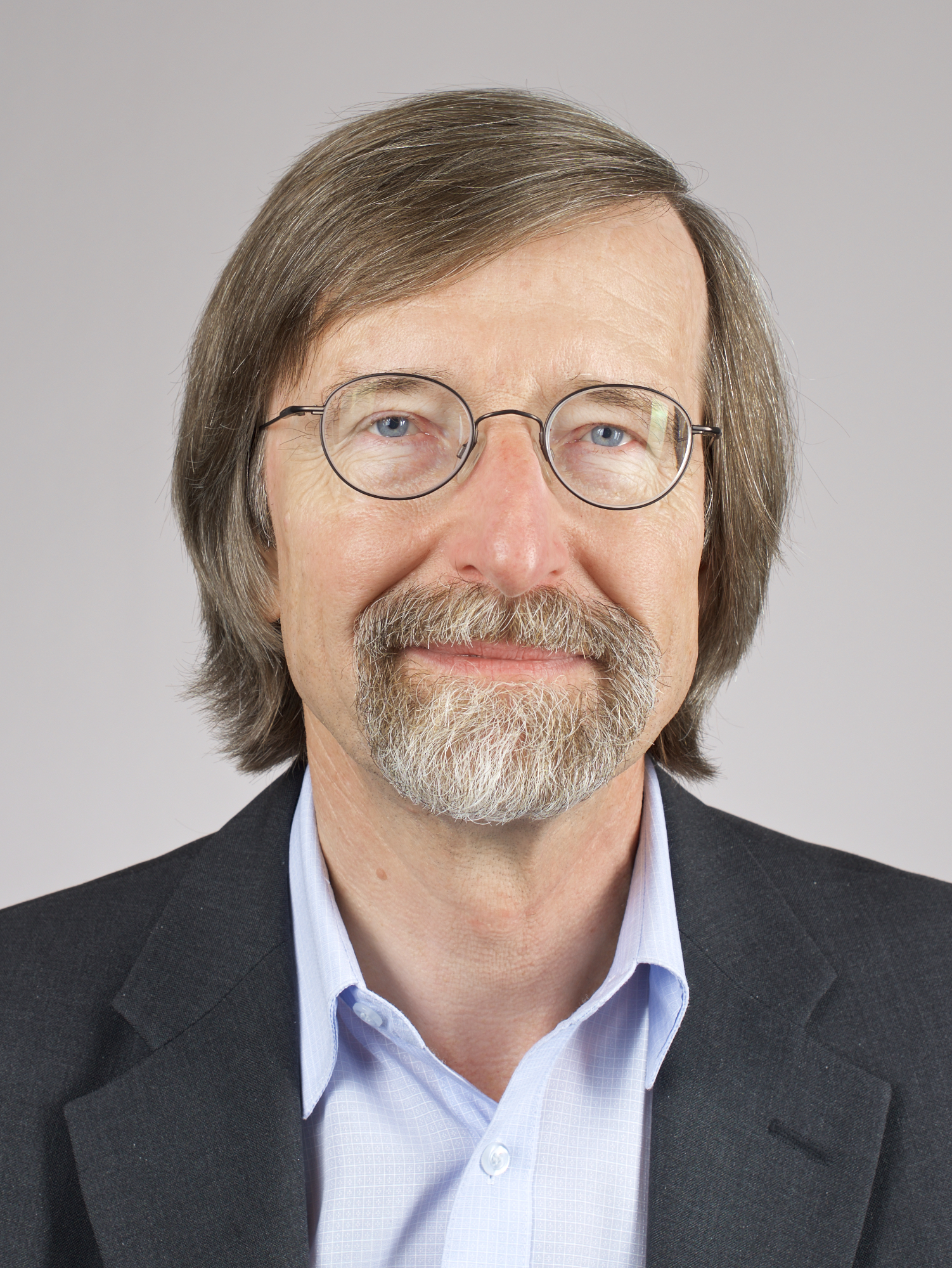
Petr Novák, 2016

Petr Novák (* 1956 in Brünn) ist ein tschechischer Chemiker (Elektrochemie, Lithium-Ionen-Batterien).

## Leben
Novák studierte Chemie an der Universität für Chemie und Technologie in Prag mit dem Abschluss 1980 und der Promotion 1983 in technischer anorganischer Chemie. Bis 1988 war er am J. Heyrovský Institut für Physikalische Chemie und Elektrochemie der Akademie der Wissenschaften in Prag und 1988/89 am Institut für Physikalische Chemie der Rheinischen Friedrich-Wilhelms-Universität Bonn. 1994 habilitierte er sich an der Universität für Chemie und Technologie in Prag in technischer anorganischer Chemie und war ab 1990 Gruppenleiter am J. Heyrovský Institut. Ab 1991 war er Projektleiter und ab 1995 Gruppenleiter am Paul-Scherrer-Institut. Seit 2009 leitet er dort die Abteilung Elektrochemische Energiespeicher. 2002 wurde er Lehrbeauftragter an der ETH Zürich und 2009 Titularprofessor. Seit März 2021 baut Petr Novák als Seniorprofessor am Institut für Energie- und Systemverfahrenstechnik der TU Braunschweig eine Forschungsgruppe im Bereich der Batteriecharakterisierung und -degradation auf. Eine Berufung an das KIT lehnte er 2008 ab.

## Wirken
Petr Novák befasst sich unter anderem mit der Entwicklung großer Lithium-Ionen-Batterien für Automobile. Er hat sich nach der Promotion auf wissenschaftliche Fragestellungen im Zusammenhang mit der Entwicklung und Charakterisierung neuer elektroaktiver Materialien für elektrochemische Energiespeicherung konzentriert, wobei Reaktionen an den verschiedenen Phasengrenzen in Lithium-(Ionen-)Batterien im Vordergrund standen. Die Entwicklung und Anwendung der dazu benötigten operando / in situ Methoden war ihm dabei immer sehr wichtig.
2020 erhielt er den Yeager Award der International Battery Association für herausragende Beiträge zur elektrochemischen Energieumwandlung und -speicherung über einen längeren Zeitraum. 2016 wurde er Fellow der International Society of Electrochemistry, deren Vizepräsident er seit 2008 war und deren Tajima-Preis er 1988 erhielt. 2005 erhielt er den Technologiepreis der Abteilung Batterien der Electrochemical Society.